# أوليفيا دي هافيلاند
أوليفيا دي هافيلاند (بالإنجليزية: Olivia de Havilland)‏ (1916 - 2020)، هي ممثلة إنجليزية تحمل الجنسية الأمريكية، وأحد نجمات العصر الذهبي لهوليوود في القرن العشرين. ولدت يوم 1 يوليو 1916 في طوكيو، اليابان، بدأت مسيرتها الفنية عام 1933. شاركت في نحو 50 فيلم، وفازت بجائزتي أوسكار وجائزة غولدن غلوب. وعرفت بدورها في فيلم (ذهب مع الريح) 1939. توفيت يوم 26 يوليو 2020 في مدينة باريس الفرنسية، عن عمر ناهز الـ 104 أعوام.

## النشأة
عمل والد هافيلاند، والتر دي هافيلاند (1872 – 1968)، أستاذًا للغة الإنجليزية في جامعة طوكيو قبل أن يصبح محاميًا متخصصًا في براءات الاختراع. درست والدتها، ليليان فونتين (اسمها قبل الزواج: روس؛ 1886 - 1975 )، في الأكاديمية الملكية للفنون المسرحية في لندن وأصبحت ممثّلة مسرحية. كما غنّت ليليان مع قائد أوركسترا البلاط الملكي، والتر بارات، وطافت أنحاء إنكلترا برفقة المؤلف رالف فون ويليامز. كان عمّ أوليفيا، السيد جوفري دي هافيلاند (1882 - 1965)، مصممًا للطائرات ومؤسس شركة دي هافيلاند للطائرات.
التقى كل من ليليان ووالتر في اليابان عام 1913 وتزوجا السنة المقبلة؛ لم يكن زواجهما سعيدًا، ويرجع ذلك إلى خيانات والتر.
ولدت أوليفيا ماري دي هافيلاند في 1 يوليو عام 1916. انتقلت العائلة إلى منزلٍ كبيرٍ في طوكيو، حيث غنّت ليليان ضمن حفلات غير رسمية. ولدت أخت أوليفيا الصغرى جون (جون دي بوفوار دي هافيلاند) -والتي عُرفت لاحقًا بالممثلة جون فونتين- بعد خمسة عشر شهرًا، في 22 أكتوبر عام 1917. حصلت كل من الشقيقتين على الجنسية البريطانية بموجب حق الولادة في البلد.
في فبراير من العام 1919، أقنعت ليليان زوجها على العودة إلى بريطانيًا من أجل مناخٍ أكثرَ ملاءمةً لابنتيهما المريضتين. أبحرت العائلة على متن سفينة إس إس سيبيريا مارو متوجهين إلى سان فرانسيسكو، حيث بقيت العائلة مؤقتًا لعلاج التهاب اللوزتين لدى أوليفيا. بعد إصابة جون بالتهابٍ رئوي، قررت ليليان البقاء مع بناتها في كاليفورنيا، حيث استقروا في قرية ساراتوغا، على بعد 50 ميلًا (80 كلم) جنوب سان فرانسيسكو. ترك والدها العائلة وعاد إلى مربية منزله في اليابان، والتي أصبحت زوجته الثانية.
ترّبت أوليفيا على تقدير للفنون، لتبدأ دروس الباليه بعمر الرابعة ودروس البيانو بعد سنة من ذلك. تعلّمت القراءة قبل بلوغها السادسة من عمرها، أما والدتها التي كانت تُدَرّس الدراما والموسيقى وفنّ الخطابة، جعلتها تلقي مقاطع من مسرحيات شكسبير لتقوية أسلوبها في الإلقاء. خلال تلك الفترة، بدأت أختها الصغرى جون بمناداتها «ليفي»، وهو اللقب الذي استمر طوال فترة حياتها. التحقت دي هافيلاند بمدرسة ساراتوغا للنحو عام 1922 وأحسنت في دراستها. استمتعت بالقراءة وكتابة الشعر والرسم، ومثّلت مدرستها في إحدى مسابقات التهجئة النحوية على مستوى المقاطعة، لتأتي في المرتبة الثانية. في عام 1923، انتقلت العائلة إلى منزلٍ جديدٍ يتبع تصميمه فن عمارة العصور الوسطى، ومكثت هناك حتى أوائل الثلاثينيات. في أبريل من عام 1925، بعد إتمام طلاقها، تزوجت ليليان من جورج ميلان فونتين، مدير متجر أوه. إيه. هايل أند كو. في سان جوزيه. كان فونتين مُعيلًا جيدًا ورجل أعمال محترمًا، إلا أنّ أسلوب تربيته الصارم ولّد عداءً تحوّل لاحقًا إلى تمرّدٍ بين كلا بنات زوجته.
أكملت دي هافيلاند دراستها في مدرسة لوس غاتوس الثانوية بالقرب من منزلها في ساراتوغا. حيث برعت في الخطابة العامة ولعبة هوكي الحقل وشاركت في المسرحيات التي أقامها نادي الدراما المدرسيّ، لتصبح أخيرًا أمينة النادي. مع تصميمها أن تصبح معلمة مدرسة للغة الإنجليزية والخطابة، التحقت بدير نوتردام في بلمونت.
في عام 1933، قدمت مراهقة هافيلاند أوّل ظهورٍ لها على مسرحِ هواةٍ في مسرحية أليس في بلاد العجائب، من إنتاج ممثلي مجتمع ساراتوغا ومبنية على رواية لـ لويس كارول. كما ظهرت في عدد من المسرحيات المدرسة، من بينها تاجر البندقية وهانسل وغريتل (بيت الحلوى). أدى شغفها بالدرما في النهاية إلى مواجهةٍ مع زوج أمها، الذي منعها من المشاركة في أنشطة لا صفيّة أخرى. عندما عَلِم زوج أمّها بأنها ربحت دور البطولة لشخصية إليزابيث بينيت في مسرحية كبرياء وتحامل لـ جاين أوستن ضمن عرضٍ مدرسي لجمع التبرعات، خيّرها إما بين البقاء في المنزل، أو المشاركة في العرض وعدم السماح لها بدخول المنزل. لم تُرد أن تُخيب ظنّ مدرستها وزملائها، لذا تركت المنزل وانتقلت للعيش مع أحد أصدقاء العائلة. 

## الأعمال

### أفلام
- سيد الدماء
- أنتوني السيء
- ذهب مع الريح
- احتضن الفجر العائد
- الأميرة أورورك
- بيت الأفعى 1948

## الترشيحات والجوائز
| السنة | الحدث          | الفئة                      | النتيجة |
| ----- | -------------- | -------------------------- | ------- |
| 1946  | جائزة الأوسكار | جائزة الأوسكار لأفضل ممثلة | فوز     |

## روابط خارجية
- أوليفيا دي هافيلاند على موقع IMDb (الإنجليزية)
- أوليفيا دي هافيلاند على موقع الموسوعة البريطانية (الإنجليزية)
- أوليفيا دي هافيلاند على موقع روتن توميتوز (الإنجليزية)
- أوليفيا دي هافيلاند على موقع مونزينجر (الألمانية)
- أوليفيا دي هافيلاند على موقع ألو سيني (الفرنسية)
- أوليفيا دي هافيلاند على موقع ميوزك برينز (الإنجليزية)
- أوليفيا دي هافيلاند على موقع تيرنر كلاسيك موفيز (الإنجليزية)
- أوليفيا دي هافيلاند على موقع أول موفي (الإنجليزية)
- أوليفيا دي هافيلاند على موقع قاعدة بيانات برودواي على الإنترنت (الإنجليزية)
- أوليفيا دي هافيلاند على موقع قاعدة بيانات الأفلام السويدية (السويدية)